# Biou d'Arbois
Le Biou d'Arbois est une fête annuelle, viti-vinicole et populaire, d'origine religieuse se déroulant dans la ville d'Arbois dans le vignoble jurassien.
Elle est traditionnellement célébrée à Arbois le premier dimanche de septembre, moment proche des vendanges. Le dimanche est le jour de la fête patronale (Saint Just est le patron de la paroisse).
Les vignerons des alentours sélectionnent les premières plus belles grappes de leurs vignes et ils les assemblent pour en former une géante.
Une fois celle-ci terminée, le jour de la saint Just, patron d'Arbois, une cérémonie se déroule dans les rues de la ville puis à l'église.
Après le cortège et la bénédiction du biou, celui-ci est pendu à la voûte de l'église, en offrande à saint Just afin que la suite de la récolte soit bonne.

## Définition
Le Biou (avec majuscule) est le nom de la célébration.
Le biou, avec une minuscule, fait référence à l'objet spécifique préparé pour cet événement : une immense grappe composée de raisins blancs et noirs, disposés en bandes alternées et fixés sur une structure de paille recouverte d'une armature en métal.

## Historique
Les premières évocations du Biou remontent au milieu du XVIIe siècle. Les premières références au biou apparaissent dans les procès-verbaux du conseil municipal, datés du 9 septembre 1665 et du 31 août 1666.
Jusqu'au XIXe siècle, la célébration du biou est confiée aux gardes-fruits. Les gardes-fruits, vignerons désignés annuellement par les autorités municipales pour remplir des fonctions de police temporaire, étaient chargés d'offrir au moins deux biou lors de la fête patronale : l'un devant la statue de saint Just et l'autre devant l'autel de saint Vernier, le saint patron des vignerons.
C'est sous la IIIe République que la Société de Viticulture (crée en 1858) se charge du déroulement des festivités aux dépens des gardes-fruits.
À partir de 1922, la confection d'une couronne de raisin coïncide avec celle du biou. Elle est quant à elle déposée au monument aux morts.

### Le Biou aujourd'hui

#### Déroulement
Le samedi matin, les vignerons d'Arbois et producteurs de l'AOC viticole Arbois cueillent les plus belles grappes de raisins blancs et noirs de leur propre exploitation pour les amener à la Maison Vercel.
L'après-midi est consacré à la confection du biou: les grappes de raisin sont accrochées sur un moule de paille recouvert d'une armature métallique. La couronne de raisin est également confectionnée en parallèle.
Le dimanche a lieu le défilé du biou. Le biou est alors déplacé à travers les rues par quatre porteurs jusqu'à l'église Saint-Just. Arrivé dans l'église, le biou est béni et élevé dans le chœur. Il s'ensuit une messe. À la fin de la messe, un deuxième défilé débute, consacré celui-ci à la couronne de raisin. Arrivée devant le monument aux morts, la couronne est déposée et une cérémonie commémorative débute, consacrée à la fois aux morts des deux Guerres mondiales, mais aussi à l'anniversaire de la libération d'Arbois le 4 septembre 1944.
Un vin d'honneur proposé par les producteurs d'Arbois clôt les festivités.

#### Matériaux
Le raisin est l’élément central dans la confection du biou et de la couronne. Symboliquement, il représente le vignoble d'Arbois, les grappes étant issues de différents domaines viticoles de l’appellation AOC. Ces raisins, réunis dans une même composition, incarnent l'union des vignerons.
Le biou est l’emblème de la récolte de l'année. Autrefois, sa taille reflétait l’importance de la vendange. Aujourd'hui, ce sont les couleurs et l’agencement des raisins qui racontent l’histoire de l’année viticole. Un biou composé de deux bandes de raisins rouges et d'une bande de raisins blancs indique une récolte ordinaire. À l’inverse, des grappes particulières témoignent d’une année exceptionnelle ou d’une récolte précoce. La présence de cépages comme le poulsard et le savagnin sur le biou signale également des conditions météorologiques favorables à la vigne.

#### Apprentissage de la charge de porteur de biou
La charge de porteur du biou est transmise par désignation. Un porteur souhaitant passer le flambeau choisit son successeur, qui doit être un vigneron d’Arbois et avoir des convictions religieuses minimales. Ce choix repose sur un lien familial ou intellectuel (proximité religieuse, méthodes de travail viticoles similaires, etc.). Cette transmission se fait oralement, sans règles formelles, et la charge est accordée pour une durée indéterminée. Le porteur doit prouver sa valeur par la qualité de son travail dans la vigne, et chaque porteur est jugé par son prédécesseur et les autres membres, basant l'apprentissage sur l'observation et l'imitation.
Les porteurs de la couronne de raisins, adhérents à la Fruitière Vinicole, sont choisis par le président, qui sollicite les jeunes coopérateurs pour assurer cette tâche, représentant ainsi la jeunesse et l'avenir du vignoble. Cette responsabilité peut être refusée, mais si elle est acceptée, elle peut être exercée pendant une ou plusieurs années.
Certains rôles familiaux spécifiques dans l'organisation de la fête se transmettent également de génération en génération, toujours par l'observation et l'imitation. Par exemple, une famille d’Arbois suspend et descend le biou dans le chœur de l'église depuis trois générations.
De même, la tâche de décorer le biou avec des fleurs revient à un horticulteur d’Arbois, héritier d'une entreprise familiale. La garde du matériel utilisé pour la confection du biou et de la couronne (comme les moules ou le brancard) est aussi transmise de cette façon.

## Reconnaissance patrimoniale et protection

### Inscription à l'Inventaire du patrimoine culturel immatériel français
En 2011, la Ville d'Arbois, en collaboration avec les acteurs viticoles et la Direction régionale des affaires culturelles (DRAC) de Bourgogne-Franche-Comté, a entrepris un travail de recherche pour documenter et préserver les pratiques traditionnelles du Biou d'Arbois. Cette initiative a donné lieu à plusieurs rapports scientifiques, à des présentations lors de colloques, et à des événements comme les Journées européennes du patrimoine. En 2012, les résultats ont été présentés lors du colloque pluridisciplinaire "Les territoires du vin" à Angers et ont été exposés à la Saline royale d'Arc-et-Senans. Cette démarche de valorisation comprenait également la production d’un documentaire et l'organisation d'une exposition au musée de la vigne et du vin.
L'ensemble de ces actions a permis de renforcer la candidature du Biou à l’inventaire du patrimoine culturel immatériel français, inscrite officiellement en 2013.

### Procédure d'inscription à la liste représentative du patrimoine culturel immatériel de l’humanité (UNESCO)
Depuis 2014 la Ville d’Arbois et la Société de Viticulture d'Arbois ont choisi de proposer la cérémonie du Biou pour une inscription sur la liste représentative du patrimoine culturel immatériel de l’humanité de l'UNESCO.
Le dossier a été écarté à plusieurs reprises, la dernière fois en 2022 au profit de la Baguette.
Le dossier a finalement été retenu le 27 février 2024 au Ministère de la Culture,.
Le dossier définitif de candidature devra être présenté avant mars 2025. Un budget de 90 000€ a été prévu pour préparer ce dossier, qui sera finalement examiné par un organe d'évaluation avant d'être transmis au secrétariat de la convention pour la sauvegarde du patrimoine culturel immatériel.
Le dossier définitif sera défendu en 2026 par le Ministère de la Culture pour une inscription à la  liste représentative du patrimoine culturel immatériel de l’humanité.

## Filmographie
Le Biou d'Arbois, réalisé par Bernard Boespflug, écrit par Flavie Ailhaud, Noël Barbe et Bernard Boespflug, IRIMM, 2013, https://vimeo.com/96083921